# Serie A 1959 (baseball)
La Serie A 1959 è stata la 12ª edizione del torneo di primo livello del campionato italiano di baseball. 
Lo scudetto è stato conquistato dalla Roma per la seconda volta nella sua storia.

## Formula
La competizione fu strutturata su due fasi distinte. Nella prima fase le dodici squadre partecipanti furono divise in tre gironi da quattro club ciascuno. Le prime due compagini di ogni raggruppamento si qualificarono per la fase finale che venne strutturata su un girone unico all'italiana con gare di andata e ritorno tra le sei squadre partecipanti.

## Squadre partecipanti
| Club                    | Città                    | Sponsor   | Impianto | Stagione precedente     |
| ----------------------- | ------------------------ | --------- | -------- | ----------------------- |
| ACLI Tigers             | Bologna                  |           |          | 7º in Serie A 1958      |
| Calze Verdi Casalecchio | Casalecchio di Reno (BO) |           |          | 4º in Serie A 1958      |
| CUS Milano              | Milano                   |           |          | 1º in Serie A 1958      |
| Fiamme Oro              | Bologna                  |           |          | ?                       |
| Firenze                 | Firenze                  |           |          | 3º in Serie A 1958      |
| Leprotti Milano         | Milano                   |           |          | ?                       |
| Libertas Inter          | Milano                   |           |          | 2º in Serie A 1958      |
| Limonappia Roma         | Roma                     |           |          | ?                       |
| Nettuno 1945            | Nettuno (RM)             | Algida    |          | 1º in Torneo d'oro 1958 |
| Parma                   | Parma                    |           |          | 6º in Serie A 1958      |
| Pirelli                 | Milano                   |           |          | 5º in Serie A 1958      |
| Roma                    | Roma                     | Coca-Cola |          | 2º in Torneo d'oro 1958 |

## Prima fase

### Girone Nord
|  | Pos. | Squadra         | G | V | P | PCT  | GB  |
|  | ---- | --------------- | - | - | - | ---- | --- |
|  | 1.   | CUS Milano      | 6 | 5 | 1 | .833 | -   |
|  | 2.   | Leprotti Milano | 6 | 4 | 2 | .667 | 1,0 |
|  | 3.   | Pirelli         | 6 | 2 | 4 | .333 | 3,0 |
|  | 4.   | Libertas Inter  | 6 | 1 | 5 | .167 | 4,0 |

Legenda:
  Squadra ammessa alla girone scudetto.
  Squadra ammessa al girone retrocessione.

### Girone Centro
|  | Pos. | Squadra                 | G | V | P | PCT  | GB  |
|  | ---- | ----------------------- | - | - | - | ---- | --- |
|  | 1.   | Calze Verdi Casalecchio | 6 | 4 | 2 | .667 | -   |
|  | 2.   | Firenze                 | 6 | 3 | 3 | .500 | 1,0 |
|  | 3.   | Parma                   | 6 | 3 | 3 | .500 | 1,0 |
|  | 4.   | ACLI Tigers             | 6 | 2 | 4 | .333 | 2,0 |

Legenda:
  Squadra ammessa alla girone scudetto.
  Squadra ammessa al girone retrocessione.

### Girone Sud
|  | Pos. | Squadra         | G | V | P | PCT  | GB  |
|  | ---- | --------------- | - | - | - | ---- | --- |
|  | 1.   | Nettuno 1945    | 6 | 5 | 1 | .833 | -   |
|  | 2.   | Roma            | 6 | 4 | 2 | .667 | 1,0 |
|  | 3.   | Fiamme Oro      | 6 | 3 | 3 | .500 | 2,0 |
|  | 4.   | Limonappia Roma | 6 | 0 | 6 | .000 | 5,0 |

Legenda:
  Squadra ammessa alla girone scudetto.
  Squadra ammessa al girone retrocessione.

## Fase finale

### Girone retrocessione
|  | Pos. | Squadra         | G  | V | P | PCT  | GB  |
|  | ---- | --------------- | -- | - | - | ---- | --- |
|  | 1.   | Pirelli         | 10 | 7 | 3 | .700 | -   |
|  | 2.   | Fiamme Oro      | 10 | 7 | 3 | .700 | -   |
|  | 3.   | Parma           | 10 | 6 | 4 | .600 | 1,0 |
|  | 4.   | Limonappia Roma | 10 | 5 | 5 | .500 | 2,0 |
|  | 5.   | ACLI Tigers     | 10 | 3 | 7 | .300 | 4,0 |
|  | 6.   | Libertas Inter  | 10 | 2 | 8 | .100 | 5,0 |

Legenda:
      Retrocesso in Serie B.

### Girone scudetto
|  | Pos. | Squadra                 | G  | V  | P | PCT   | GB  |
|  | ---- | ----------------------- | -- | -- | - | ----- | --- |
|  | 1.   | Roma                    | 10 | 10 | 0 | 1.000 | -   |
|  | 2.   | Nettuno 1945            | 10 | 8  | 2 | .800  | 2,0 |
|  | 3.   | CUS Milano              | 10 | 6  | 4 | .600  | 4,0 |
|  | 4.   | Firenze                 | 10 | 2  | 8 | .200  | 8,0 |
|  | 5.   | Leprotti Milano         | 10 | 2  | 8 | .200  | 8,0 |
|  | 6.   | Calze Verdi Casalecchio | 10 | 2  | 8 | .000  | 8,0 |

Legenda:
      Campione d'Italia.